# 立山製薬工場
立山製薬工場株式会社（たてやませいやくこうじょう）は、富山県中新川郡立山町に所在する製薬会社である。

## 諸元
- 設立 - 2014年2月[1]
- 資本金	- 1,000万円[1]
- 事業内容 - 医療用医薬品等の製造[1]
- 製造品 - 皮膚疾患治療薬[2]
- 法人番号 - 6230001015274[2]
- 従業員数 - 115名（2023年9月末時点）[1]
- 代表取締役社長 - 山田潤[1]

## 補足
2015年9月30日、マルホが当時の連結子会社であった同社の株式を追加取得（前田薬品工業から30％の持分を購入）し、同年10月1日に完全子会社化した。
2022年6月29日、SDGsの達成のための取り組みが宣言された。
管理棟は清水建設によって建設されたS造2階建ての建物である。